# Cijanotipija
Cijanotipija je fotografski proces koji daje sliku cijan plave boje. Proces je bio popularan u inženjerskim krugovima do sredine 20. stoljeća. Jeftin i jednostavan, postupak omogućavao je jednostavno umnožavanje i kopiranje velikih tehničkih nacrta. Proces je bio temeljen na dvije kemikalije: amonijevom željezo citratu i kalijevom fericijanidu.  

## Povijest
Engleski znanstvenik i astronom Sir John Herschel otkrio je postupak 1842. godine. Unatoč tome što je on iznašao proces, smatrao ga je namijenjenim isključivo kopiranju bilježaka ili dijagrama, što je i bila i ostala glavna i najraširenija primjena istog. U područje fotografije uvela ga je engleska botaničarka Anna Atkins, kad je proces iskoristila za ilustriranje svoje knjige posvećene papratima i algama. Postavivši svoje objekte izravno na emulzijom obrađeni papir, djelovanjem svjetlosti dobila je obojene obrise istih. Uporabom ovog procesa postala je prva žena fotograf.

## Proces
Tipično bi se koristila mješavina od 8,1 % otopine kalijevog fericijanida i 20 % otopine amonijevog željezo citrata, pomiješane neposredno pred uporabu. Ova se blago fotoosjetljiva otopina zatim nanese na podlogu poput papira ili tkanine te se po sušenju može koristiti.
Mike Ware predlaže suvremeniju inačicu postupka, znatno veće osjetljivosti (otopina Amonijeva željezo(III) oksalata (NH4)3[Fe(C2O4)3]. 3H2O 30 g / kalij fericijanida K3[Fe(CN)6] 10 g i amonijeva bikromata (NH4)2Cr2O7 0,1 g – sve otopljeno u 100 ccm destilirane vode).
Iako su akvarel papiri najčešće korištena podloga, otopina se može nanositi na bilo koji materijal koji je može upiti: papir, pamuk, vunu ili čak želatinu nanešenu na neku neporoznu podlogu kao i na anodizirani aluminij (Seofoto postupak) Papire tretirane alkalnim puferima nije preporučljivo koristiti jer bi na njima slika s vremenom izblijedjela.
Mogla se dobiti i pozitivna slika, i to eksponiranjem negativa na ultraljubičastom svjetlu. UV svijetlo bi reduciralo željezo (III) spojeve u željezo (II) spojeve, potom bi slijedila kompleksna reakcija zeljezo (II) spojeva sa željezo cijanidnom otopinom. Kao rezultat reakcije nastalo bi netopivo plavo bojilo, feri fero cijanid, znan kao prusko plava boja.
Po izlaganju UV zrakama, željezo u svjetlu nedostupnim dijelovima bilo bi reducirano te bi papir zadobio čelično sivo plavu boju. Obujam nastanka boje zavisi u tom slučaju o količini UV svjetla, no sasvim prihvatljivi rezultati mogu biti dobiveni po ekspoziciji od 10 – 20 minuta, i to po oblačnom vremenu. Najsvjetlija mjesta izgledat će preizloženo, nakon što ispiranje vodom umanji završnu jasnoću nastale slike. Proces koristi ili velike negative, odnosno litografski film, ili predmete postavljene izravno na papir, znači izradu fotograma.
Nakon eksponiranja, pri razvijanju slike željezo koje nije imalo učešća u reakciji ispere se tekućom vodom. Plava boja nakon sušenja potamni, a taj se efekt još može ubrzati namakanjem u 6 ili 3 % vodikovom peroksidu. Vodotopive soli trovalentnog željeza se pri tom isperu, dok u vodi netopiva prusko plava boja ostaje u papiru.
Cjeloviti se kontrast još može i pojačati dodatkom 6 kapi 1 % otopine kalijeva bikromata, i to na svakih 2 mililitra otopine.

## Toniranje
Postoje 3 načina za modificiranje cijanotipija: smanjenje intenziteta boje, pojačanje istog i toniranje.
Kod smanjavanja intenziteta koristimo otopine natrijeva karbonata, natrijeva bikarbonata, amonijaka, Cloroxa, trinatrij fosfata, boraksa, Dektola, vodenog stakla. Kod postizanja željenog učinka sliku vadimo iz otopine i ispiremo vodom, u svrhu prestanka procesa izbjeljivanja.
Kod pojačanja pokušavamo intenzivirati boju, najčešća sredstava za postizanje istog su vodik peroksid, limunska kiselina ili sok limuna te ocat.
Za toniranje obično se koristi taninska kiselina, oolong čaj, vino, kava,  pirogalolna kiselina.
Mogu se koristiti i otopine metalnih soli, prije svega bakra, nikla i olova.

## Trajnost
Nasuprot drugim povijesnim i suvremenim fotografskim postupcima, cijanotipije negativno reagiraju na lužnati okoliš. Stoga cijanotipije nikako ne čuvamo u ambalaži od puferiranog papira ili kartona,jer će u takvom okolišu slike ubzo izblijedjeti. Druga neuobičajena osobina cijanotipija je da ako izblijede zbog utjecaja svijetla, jednostavna privremena pohrana u tami će značajno obnoviti izvorni intenzitet boje. 
Cijanotipije na tekstilnoj podlozi nikako ne peremo sapunom koji sadrži fosfate.

## Srodni postupci
Cijanotipiji je vrlo srodna tehnika kuprotipije, no ista se znatno rjeđe koristi.

## Svijetski dan cijanotipije
Od 2015. svake posljednje subote u rujnu organizira se svijetski dan cijanotipije.

## Vanjske poveznice
- Mike Ware's New Cyanotype – Nova verzija procesa cijanotipije, koja ispravlja i umanjuje neke od nedostataka izvornog Herschelovog postupka.
- Die Gesellschaft für photographische Edeldruckverfahren – Cyanotypie
- Gruppo Rodolfo Namias – Antiche Tecniche Fotografiche